# جامع النبي شيت (الموصل)
جامع النبي شيت هو من مساجد العراق التاريخية الأثرية في مدينة الموصل. ولقد أقدم مسلحون من تنظيم داعش (الموصوفة بالإرهاب) يوم الجمعة 25 تموز 2014م، الموافق رمضان 1435 هجرية، على تفجير وهدم الجامع بواسطة عبوات ناسفة مما أدى إلى تحطم المبنى وسقوط المئذنة.

## تاريخ الجامع

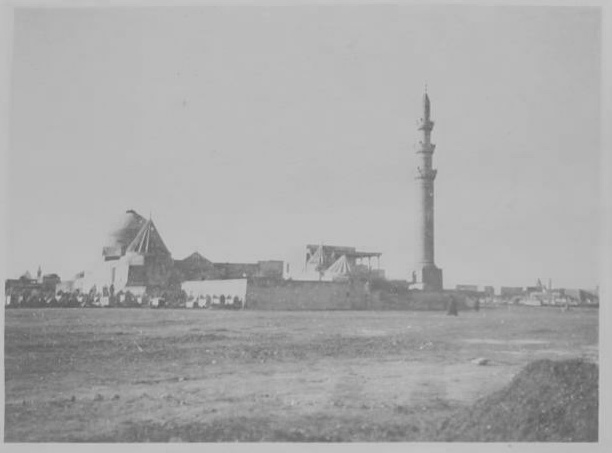
جامع النبي شيت في الموصل، 1916-1919

في سنة 1057 هـ/1647م، تولى ولاية الموصل مصطفى باشا النيشانجي، وكان من الولاة المعروفين بالزهد والتقوى، ورأى في المنام أن النبي شيت ظهر لهُ ودل على قبرهِ فأمر الحاج (علي بن النومة) وهو أحد تجار الموصل أن يحفر على الموضع الذي رآهُ في المنام، فحفر وأخرج قبره وبنى عليه الحاج علي بن النومة مبنى عليهِ قبة، وصار يعرف المبنى بمرقد النبي شيت، وجعل لهُ صندوقا وستارا فوقه، وصارت أسرة الحاج علي بن النومة هي المسؤولة والمشرفة على المرقد وتتولى أمره.
وفي سنة 1206 هـ/1791م، بني مسجد بجانبهِ أقيمت فيه الصلوات الخمس، وصار يعرف بمسجد النبي شيت، ومن بعد ذلك بناه احمد باشا بن سليمان باشا الجليلي.
وقام أحمد باشا بن سليمان باشا الجليلي بإضافة أرض واسعة مما يجاور المسجد وبناه من جديد جامعا كبيرا وبنى فوق القبر قبة كبيرة وبنى فيه مدرسة لتدريس العلوم المختلفة وبنى بجانبها خمس غرف للطلاب وخصص لهم من أوقاف الجامع ما يكفي لإعاشتهم وأوقف في المدرسة خزانة كتب تحوي مخطوطات مختلفة في شتى العلوم والمعارف وخصص راتباً للمدرس ولخازن الكتب ولمن يتولى خدمة المدرسة من وقف الجامع.
وعندما جدد المتولي بعض أقسام الجامع هدم المدرسة القديمة التي كان قد بناها أحمد باشا وأنشأ غرفة فوق الباب الشرقي للجامع وممن درس في هذه المدرسة عبد الرحمن بن عبد اللطيف كلاك، وأمين بن عبد الله بن عبد الغفور (1829-1892). وكذلك درس فيها علي عبد الوهاب الجوادي وعبد الله باشعالم العمري سنة 1282 هـ/1865م، ثم تولى القضاء في ناحية دير الزور فتركها، ودرس فيها الشيخ محمد الرضواني سنة 1357هـ/ 1938م، ثم درس فيها الشيخ عبد الرحمن بن عبد النبي وبعده الحاج إبراهيم بن الحاج ياسين القصاب المتوفي سنة 1360هـ/1941م، وكان من آخر من درس فيها سعد الدين الخطيب سنة 1376هـ/1956م.
أما الحرم فظل على هيئته القديمة وخصوصا المحراب والمنبر فقد بني من الحجر وزين بالكتابة عليه وبقيت الزخارف لم تفقد الطابع الأثري.

## المنارة
يحتوي الجامع على منارة بناها سعيد أفندي بن قاسم أغا السعرتي، وذلك عندما كان يشغل منصب متولي الجامع، ولقد وضع حجر الأساس للمنارة في 12 ربيع الأول 1330هـ/ 1 آذار 1912م، وتقع المنارة في جانب الباب الشرقي وتعتبر من أجمل المآذن في مدينة الموصل حيث بنيت بحجر الحلان، وتحتوي على ثلاثة أحواض، وكان البناء يوسف فندقلي.

## اعادة اعمار الجامع
تم إعمار الجامع من قبل جمعية فعل الخيرات، بإشراف أحمد العمري، وبتمويل أساسي من الحاج إدريس عبد القادر خطاب وأبنائه والحاج عبد الجواد عبد القادر الجلبي وأبنائه، بالإضافة إلى مساهمات من الدكتور عبد السلام القصاب وآخرين. كما تبرعت شركة سمنت ماس بمعظم كميات الإسمنت اللازمة.
شملت أعمال الإعمار تجهيز الجامع بمنظومة صوتية متكاملة ونظام تلفزيوني لنقل خطبة الجمعة إلى مصلى النساء. كما تم إنشاء معلم تذكاري باستخدام حجارة من الجامع القديم التي عليها آيات قرآنية، بهدف توثيق الأحداث التي تعرض لها الجامع، ووضع هذا المعلم قرب الدرج المؤدي للطابق العلوي ومحاطًا بآية قرآنية. وتخليدًا لهذه المناسبة، قام الشاعر الدكتور وليد الصراف بكتابة قصيدة أُرّخت للحدث وثُبتت على أحد جدران بوابة الخروج، وهذه ابيتها:
سبحانك اللهم جئنا نشهد

أن ليس غير الله ربٌّ يُعبد

هذي بيوتك أم دروبٌ قد خَفَت

أبداً جنان الخلد منها تُقصد

أجدادنا بالأمس قد ركعوا هنا

واليوم نحن الراكعون السجّد

نبضت قلوب العابدين محمد

ومحمد ومحمد ومحمد

وكأنما توصي القلوب بها القلوب

إلى النشور لكي تظل تردد

كابنٍ يشابه وجهه أرخ أباً

لو أمس غاب... اليوم عاد المسجد